# Pragmatică
Pragmatica este o ramură a lingvisticii, care analizează relația dintre semne și interpretarea lor.
Termenul de pragmatică a fost, se pare, folosit prima dată de lingvistul și filosoful american Charles W. Morris (1903?-1979), care a împărțit semiotica în sintaxă (relația dintre semne), semantică (relația între semne și obiecte) și pragmatică.
În cadrul pragmaticii, analiza discursului este un obiect relativ recent de studiu.

## Pragmatica, o retorică modernă
Marcus Fabius Quintilianus sau Quintilian spunea că retorica este scientia vivendi et agendi, definiție în care deconspiră caracterul pragmatic al ei, mai ales prin cel de al doilea determinant (agendi). De altfel, pragmatica este considerată o retorică modernă care pune accentul pe faptul că discursul nu se reduce la o sută de fraze sau de enunțuri, ci e o entitate aparte în întregime, o unitate, un fenomen natural, care necesită o analiză proprie (Reboul et Moeschler 1998: 183), iar intenția comunicativă globală a locutorului unui discurs este de bază în identificarea lui. Cei doi autori amintiți mai sus studiază discursul și enunțul considerându-le pe amândouă ca fenomene pragmatice, întrucât enunțul este întotdeauna interpretat relativ la un context. Altfel spus, enunțul este rezultatul enunțării, iar interpretarea unui enunț înseamnă a atribui locutorului o intenție informativă și cum acest proces se bazează pe faptul că atât locutorul cât și interlocutorul se pretează mutual la anumite atitudini mentale (credințe, dorințe, intenții), putem transfera acest proces, prin intenția globală, și discursului (care în retorica antică era mijlocul ei specific de manifestare). Elena Dragoș, Introducere în pragmatica lingvistică (2000:7-8) 
Celebra opoziție dintre filosofie și retorică se dovedește a fi semnificativă pentru pragmaticitatea retoricii, în primul rând prin caracterul dinamic al retoricii, care cere adaptarea la context, în comparație cu cel contemplativ al filosofiei și apoi pentru că retorica nu tinde spre general și universalitate, ci spre conjunctural, spre practica socială, întrucât binele, adevărul și dreptatea în sens absolut devin pseudonoțiuni, iar retorica nu se ocupă de ele.  Un tratat de retorică trebuie redactat, de la început până la sfârșit, în vederea opiniei; trebuie să ne preocupe nu ceea ce e bine în sine, ci ceea ce este necesar  spune Aristotel în Retorica sa. De altfel această opoziție s-a manifestat prin pozițiile lui Platon și Aristotel. Primul neagă calitatea de știință a retoricii deoarece verosimilul, probabilul sau plauzibilul ar exclude dominația raționalului și ar presupune utilizarea excesivă a psihologicului (Florescu 1973: 71) iar al doilea susține posibilitatea existenței unei științe a posibilului, adică a retoricii, fiind și creatorul ei. 

## Pragmatica – definiții
Termenul de pragmatică provine din grecul πρᾶγμα pragma (acțiune) și se referă la un tip de acțiune umană realizată prin intermediul limbajului. 
„ Ca și în cazul sintaxei și semanticii, nu putem vorbi de o pragmatică în genere ci despre pragmatici. De aceea nici nu vom putea să vorbim despre o definiție unică a pragmaticii, care să delimiteze cu fermitate și cu precizie un obiect care să fie al pragmaticii și numai al pragmaticii. ”— Ioan Cârâc ,  „Pragmatica” în Teoria și practica semnului
.

obiectul de studiu al pragmaticii (apud Moeschler, Reboul 1996: 21)

De altfel definiția acordată pragmaticii de către Ch. Morris (1938) este destul de laxă și de început, acesta o integrează în semiotică și o înțelege ca o parte a acesteia ce se ocupă de raportul semnelor cu utilizatorii lor. 
Pentru a încadra mai bine pragmatica în lingvistică putem reveni la părintele lingvisticii moderne, Ferdinand de Saussure, la Teoria semnului lingvistic și putem observa trei perspective:
- o perspectivă sintaxică ce relevă relația dintre semne;
- o perspectivă semantică ce relevă relația dintre semn și obiectul desemnat;
- o perspectivă pragmatică ce relevă relația dintre semn și cel care îl vehiculează;
Pragmatica este astfel știința uzului, utilizării limbii ce tratează adaptarea semnelor la anumite contexte refențiale, situaționale, acționale sau interpersonale. Dacă obiectul de studiu al gramaticii este descrierea sistemului limbii, obiectul de studiu al pragmaticii este funcționarea sistemului limbii.
Revenind la definiția lui Ch. Morris putem afirma că semiotica nu este decât o modalitate de abordare a lumii din perspectiva semnului. Dacă acesta se combină cu alte semne, este studiat de sintaxă, dacă se ocupă de referenți, este preluat de semantică, iar dacă este interpretat de cel care îl vehiculează și de care e într-un fel legat, este cercetat de pragmatică.
Pragmatica studiază ceea ce, în sensul unui enunț, ține de situația în care e folosit și nu doar de structura lingvistică a frazei utilizate. Enunțul este influențat de context ce adaugă noi informații, nu neapărat lingvistice, la cele deja spuse. De exemplu, în A venit numai/ doar Ion trebuie să știm care e ansamblul de persoane care trebuia să vină și n-au venit, eventual de ce n-au venit etc., pentru ca enunțul să aibă o pertinență recunoscută. (Elena Dragoș, 2000: 21)
Scopul pragmaticii ar fi studiul abilității vorbitorilor de a lega / a împerechea propozițiile cu contextele în care se potrivesc, ceea ce Dell Hymes numește competență comunicativă.
Pragmatica lingvistică s-a dezvolatat, mai cu seamă, pe Continent (Franța) în special prin lucrările lui John Langshaw Austin și John R. Searle. În ciuda relaționării sale cu diverse discipline (sociolingvistica, psiholingvistica) aceasta nu se poate rupe de lingvistica propriu-zisă, fiind necesar de menționat faptul că aceasta este integrată în configurația a numeroase teorii lingvistice.

## Teoria enunțării
Despre Émile Benveniste se spune că a făcut posibilă pragmatica lingvistică prin introducerea conceptului de enunțare. Acesta definește enunțarea ca fiind punerea în funcțiune a limbii printr-un act individual de utilizare, iar condiția enunțării ar fi aceea că aceasta este chiar actul de producere a unui enunț și nu textul enunțului. Benveniste consideră că acest act al enunțării implică un locutor și un alocutor, însă pentru el actul rămâne individual și nu interindividual, interesul în cadrul teoriei sale fiind cu totul aparat de locutor. (Păduraru Carmen, Eugen Coșeriu. Contribuții la pragmatica lingvistică, Iași, 2009).
Émile Benveniste (1970) înțelege prin discurs narația la persoana I, spre deosebire de istorie, care e narație la persoana a III-a sau narație apersonală. Conform teoriei enunțării discursul înseamnă un eveniment verbal, utilizarea limbii de către un locutor care are în fața sa un receptor real sau virtual; discursul e rezultatul unor operații enunțiative de ordin subiectiv, de unde considerarea lui ca activitate discursivă. Discursul are poate cea mai largă accepțiune deoarece orice enunț presupune un locutor și un alocutor, la primul funcționând intenția de a-l influența pe celălalt. Astfel entitățile constitutive ale discursului nu mai sunt elemente legate de codul unei limbi, ci, potrivit situației de act, sunt: agentul, motivul, intenția și starea de fapte.  În interiorul acestui sistem agentul sau locutorul se caracterizează prin:
- posedă o cunoaștere parțială a sistemului receptor Je ne peux agir que si je sais agir – este vorba de un ansamblu de competențe lingvistice, enciclopedice și pragmatice având ca scop transmiterea unui mesaj eficace, care să-i satisfacă intențiile comunicaționale;
- are o capacitate de a acționa (capacitatea fizică de a vorbi, cunoaște normele socio-culturale ce decid ceea ce locutorul poate sau nu poate să facă, poate sau nu poate să spună);
- are un sistem de dorințe ce includ o motivație (motivele pentru care acționează – mărcile lingvistice ale categoriei modalității și modalizării sunt cele ce ne oferă indicii privind motivația actului lingvistic îndeplinit de către locutor) și o intenție (definește natura actului lingvistic îndeplinit de locutor, tipul de relație pe care acesta vizează să-l stabiliească cu auditorul: aserțiune – aducerea la cunoștință a unui fapt auditorului; interogație – dorința de a-l face pe auditor să-i furnizeze locutorului o informație; injoncțiune – deteminarea auditorului să facă un anumit lucru dorit de locutor); 
- are un sistem intern de evaluări de la care derivă judecățile de valoare implicate în actele de vorbire;
Starea de fapte sau situația de act este considerată ca un concept primitiv, starea de fapte caracterizând orice propoziție, adică orice propoziție descrie o stare de fapte. Dar tot propoziția este și domeniul unei atitudini a agentului față de starea lumii descrisă de propoziție (atitudine epistemică, deontică, axiologică etc.) sau e domeniul uni intenții de a acționa (agentul având intenția de a modifica lumea, astfel încât o anume propoziție să fie adevărată). Atitudinea și intenția corespund, din punct de vedere pragmatic, celor două aspecte prin care s-a descris agentul, adică motivul și intenția, formal, putând fi tratate ca entități modalizatoare.
Conform lui Émile Benveniste enunțarea este transformarea individuală a limbii în discurs. Esența acesteia este tocmai caracterul său de act individual iar obiectul său nu este actul enunțării care la nivel teoretic este insesizabil ci urmele activității enunțiative a locutorului. Este vorba, în primul rând de elementele deictice. Prima marcă a subiectivității lingvistice este pronumele eu Est „ego” qui dit „ego”.
Deicticele sunt elementele care transformă limbajul în discurs. Acestea pot fi personale și spațio-temporale. Deicticele personale sunt elementele lingvistice ale căror rol este de a institui de-a lungul enunțării subiectul locutor și subiectul auditor (eu, tu sunt persoane; el, ea sunt non-persoane, sunt cele despre care se vorbește). În ceea ce privește deicticele spațio-temporale, orice enunț reprezintă un eveniment localizat într-un anumit moment și într-un anumit loc deci trebuie să conțină mărcile spațiale și temporale care să permită reperarea evenimentelor în timp și spațiu.

Conform lui St. C. Levinson (1983) categoria largă a deixisului reprezintă principalul mod prin care relația dintre limbaj și context se reflectă în structura limbii: 
„ The single most obvious way in which the relationship between language and context is reflected in the structure of languages themselves, is through the phenomenon of deixis. The term is borrowed from Greek word for pointing or indicating, and has a prototypical or focal exemplares the use of demonstratives, first and second person pronouns, tense, specific time and place adverbs like now and here, and a variety of other grammatical features tied directely to the circumstances of the utterance ”— Levinson, Stephen C. (1983) ,  Pragmatics.
.
În calitatea sa de manifestare lingvistică a subiectului, intențională și subiectivă, potrivit lingvistei Catherine Kerbrat-Orecchioni (1980:28), enunțarea se opune elementului static numit enunț. Fiind însă un act esențialmente individual, enunțarea, se confruntă cu imposibilitatea construirii unui model teoretic deoarece este vorba de un act care nu este sistematic, care nu conține reguli.

## Teoria actelor de limbaj
Dacă Teoria enunțării este o teorie pur lingvistică, teoria actelor de limbaj este mai degrabă una a acțiunii sociale. Termenul de act de limbaj îl întâlnim pentru prima dată la John Langshaw Austin în lucrarea How to do Things with Words (Cum să faci lucruri cu vorbe).
Actul de limbaj se îndeplinește conform unor reguli comune împărtășite de comunitatea socio-lingvistică. Obiectul acestei teorii este descrierea regulilor care stau la baza îndeplinirii acestor acte de limbaj.
Considerând limba drept activitate socială Austin analizează fraze precum Botez acest copil.../ Vă declar căsătoriți pe care el le numește enunțuri performative opunându-le celor constative. Enunțurile constatative constată, descriu, reprezintă o realitate care există în mod autonom și independent dacă ne raportăm la enunțarea respectivă, în schimb enunțurile performative nu constată și nu descriu nimic ci corespund faptului de a efectua un act desemnat de anumite verbe performative de tipul: a ordona, a promite, a declara, a jura, a boteza etc. .
Enunțurile performative nu pot fi evaluat prin adevărat sau fals, scopul lor nu este acela de a oferi o descriere a realității ci evaluarea lor se face în funcție de reușita sau eșecul locutorului în a acționa de-a lungul enunțării. Enunțul performativ instaurează el însuși o realitate prin actul social și lingvistic pe care îl îndeplinește. 
Același Austin observă apoi că performativele pot fi explicite Afirm că Pământul se învârte în jurul Soarelui (existența unui verbului performativ a afirma) sau implicite Pământul se învârte în jurul Soarelui și ajunge la concluzia că opoziția dintre performative și constatative nu mai are sens pentru că enunțurile constatative sunt de fapt performative implicite.
Astfel acesta împarte actele de limbaj în:
- actul locuționar (faptul de a afirma ceva în legătură cu o realitate)
- actul ilocuționar (actul îndeplinit prin limbaj, acțiunea ce rezultă în momentul enunțării – promisiune, scuză, sfat, aserțiune etc) – orice act locuționar este și un act ilocuționar. Actul ilocuționar este locul de manifestare a intenției sau a forței ilocuționare – ceea ce locutorul vrea să facă/să se întâmple afirmând ceea ce a afirmat.
- actul perlocuționar (actul îndeplinit ca urmare a enunțării – efectele neintenționate ale enunțării: invitație, fericire, tristețe)
Printre continuatorii lui J. Austin, cel mai de seamă este, desigur, John R. Searle. Acesta vede actele de discurs și expresia lor lingvistică ca mijloace convenționale pentru exprimarea și realizarea intențiilor. El este, de asemenea, cel care distinge forța ilocuționară și conținutul propozițional al actului, de fapt, are în vedere numai actul ilocuționar. De exemplu, în fraza: Promit să vin mâine, Promit e marcă de forță ilocuționară, iar să vin mâine e marcă de conținut propozițional. După Searle, locutorul are o dublă intenție:
a)	De a promite că vine mâine;
b)	De a face să recunoască intenția prin producerea frazei Promit să vin mâine în virtutea regulilor convenționale ce guvernează interpretarea acestei fraze în limba comună. (Reboul, Moeschler 1998: 30)
În clasificarea oferită de Austin actul locuționar este alcătuit dintr-un act fonetic, un act fatic și un act retic. Actul fonetic reprezintă cel de producere a unor sunete articulate, iar actul fatic presupune ca aceste sunete să fie recunoscute ca elemente ale unui cod pentru a putea intra în alcătuirea mesajelor verbale. Prin îndeplinirea acestor două acte se ajunge la un complex de sunete acceptabil sub raport formal, corect din punct de vedere gramatical, însă acesta nu se poate constitui ca mesaj al unui act de discurs în absența dimensiunii retice. Dacă rezultatele actului fonetic sunt sunetele propriu-zise, iar ale actului fatic combinația de sunete corectă din punct de vedere verbal, rezultatul actului retic este însuși enunțul care posedă un sens și o referință bine determinate. John R. Searle reanalizează actul locuționar al lui Austin și îl descompune în actul de enunțare și actul propozițional. Primul însumează caracteristicile actului fonetic și celui fatic, referindu-se la nevoia emiterii de sunete articulate și la corectitudinea gramaticală a combinațiilor acestora. În ceea ce privește actul propozițional acesta îi corespunde actului retic austinian și presupune efectuarea concomitentă a operațiilor de referire și predicare. Printr-un act propozițional ne referim la un anumit obiect, eveniment, fapt, proces etc. și predicăm, adică spunem ceva despre el.